# Arctotheca marginata
Espèce
Arctotheca marginata est une espèce de plantes à fleurs de la famille des Asteraceae.  

## Description
Arctotheca marginata a des fleurs jaunes avec de nombreux pétales. Les graines sont petites et noires, et les plantules sont minces et droites.

## Répartition et habitat
Arctotheca marginata est endémique du Northern Cape et se rencontre sur l'escarpement des Bokkeveld Mountains près de Nieuwoudtville où elle fait partie de l'is fynbos.

## Écologie
Il existe deux sous-populations dans une ferme et elles sont menacées par le surpâturage et l'extraction de l'eau souterraine.

## Systématique
Le nom correct complet (avec auteur) de ce taxon est Arctotheca marginata Beyers (d).

### Étymologie
Le nom générique, Arctotheca, est la combinaison en grec ancien de ἄρκτος (árktos), « ours », et θήκη (thếkê), « boîte », et signifie « dont les ovaires sont velus comme des ours ».
L'épithète spécifique, marginata vient du latin margino signifiant « border », les bords d'un organe sont d'un type particulier